# Hans Lauwerier
Hans Lauwerier (Hendrik Adolf Lauwerier, 15 november 1923 Rotterdam - 21 november 1997 Amsterdam) was een Nederlandse wiskundige die zich met toegepaste analyse bezighield. Hij was ook hoogleraar en vooral bekend bij het publiek door zijn populair wetenschappelijke boeken over wiskundige onderwerpen zoals fractals en oneindigheid.

## Biografie
Zijn vader Henk Lauwerier (Hendrik Adolf) was redacteur van Het Vaderland. Lauwerier studeerde in Leiden en Delft en aan de TU Delft promoveerde hij in 1948 bij Oene Bottema met het proefschrift Axiomatische onderzoekingen over de vlakke meetkunde. Van 1948 tot 1954 werkte Lauwerier op het laboratorium van Shell in Amsterdam samen met de wiskundige Bartel Leendert van der Waerden. Vanaf 1956 werkte hij aan het Mathematisch Centrum (CWI) in Amsterdam en vanaf 1960 was hij ook professor wiskunde aan de Universiteit van Amsterdam. In 1988 ging Lauwerier met emeritaat. Hij overleed in 1997 in Amsterdam.

## Werk
Lauweriers interesse lag bij de toegepaste analyse en wiskundige natuurkunde, onder andere de asymptotische analyse, fractals en vreemde aantrekkers. In de jaren 50 rekende hij aan modellen voor de hoogwater standen van de Noordzee in het kader van de Deltawerken die na de watersnoodramp van 1953 werden opgestart. Hierbij werkte Lauwerier nauw samen met wiskundige David van Dantzig. Hij ontwikkelde onder andere wiskundige technieken die ook de corioliskrachten van het water in het model betrok.
Lauwerier interesseerde zich ook voor kunst en cultuur en was een van de redacteuren van de Grote Winkler Prins Encyclopedie.
Ook schreef Lauwerier jarenlang een wiskundige column met wiskundige raadsels, computerprogramma's  en anekdotes voor de populair wetenschappelijke tijdschriften Natuur en Techniek en KIJK en het wiskundetijdschrift voor jongeren Pythagoras. Daarnaast schreef hij verschillende populaire boeken over wiskunde die ook in het Duits en Engels werden uitgegeven

## Weblink
- genealogy.math
- Hommage website aan Lauwerier met voorbeelden van zijn computerprogramma's uit zijn boeken

- Bibliothèque nationale de France: cb123758104 (data)
- CiNii: DA03280402
- Digitale Bibliotheek voor de Nederlandse Letteren: lauw011
- Gemeinsame Normdatei: 128430095
- International Standard Name Identifier: 0000 0001 0927 0523
- Library of Congress Control Number: n87814145
- Mathematics Genealogy Project: 66023
- Bibliotheek van het Japanse parlement: 00514500
- Nationale Bibliotheek van Tsjechië: jn19981001728
- Nationale Bibliotheek van Israël: 987007325293105171
- Nederlandse Thesaurus van Auteursnamen: 072934212
- Système universitaire de documentation: 032798725
- Trove: 1289305
- Virtual International Authority File: 94865378
- WorldCat: E39PBJcC4FCGGW8MWMFrmq6Myd